# Umag Trophy
L'Umag Trophy è una corsa in linea maschile di ciclismo su strada che si svolge a Umago, in Croazia, ogni anno tra la fine di febbraio e l'inizio di marzo. Creato nel 2013, è stato subito inserito nel calendario dell'UCI Europe Tour nella classe 1.2.

## Albo d'oro
Aggiornato all'edizione 2025
| Anno | Vincitore              | Secondo         | Terzo             |
| ---- | ---------------------- | --------------- | ----------------- |
| 2013 | Aljaž Hočevar          | Oscar Landa     | Gernot Auer       |
| 2014 | Matej Mugerli          | Matija Kvasina  | Davide Mucelli    |
| 2015 | Marko Kump             | Maksym Averin   | Sergey Nikolaev   |
| 2016 | Jonas Bokeloh          | Mamyr Staš      | Filippo Fortin    |
| 2017 | Rok Korošec            | Filippo Fortin  | Alex Frame        |
| 2018 | Krister Hagen          | Tom Baylis      | Dušan Rajović     |
| 2019 | Alois Kaňkovský        | Andrea Guardini | Olav Hjemsæter    |
| 2020 | Olav Kooij             | Marko Kump      | Niklas Märkl      |
| 2021 | Jakub Mareczko         | Filippo Fortin  | Tomáš Bárta       |
| 2022 | Daniel Auer            | Tomáš Bárta     | Dušan Rajović     |
| 2023 | Adam Ťoupalík          | Jan Christen    | Darren van Bekkum |
| 2024 | Matthew Brennan        | Noa Isidore     | Jakub Mareczko    |
| 2025 | Matthias Schwarzbacher | Filippo Fortin  | Tobiasz Pawlak    |